# Paul Thompson (hudebník)
Paul Thompson (* 13. května 1951 Newcastle upon Tyne, Anglie) je britský bubeník. V roce 1971 spoluzaložil skupinu Roxy Music, ve které působil do roku 1980, kdy jej vystřídal Andy Newmark. Od roku 2001 je opět členem obnovené skupiny. Mezitím hrál ve skupinách Angelic Upstarts a Concrete Blonde. Krátce rovněž spolupracoval se skupinou 801 a hrál na sólovém albu Briana Eno, rovněž člena Roxy Music, nazvaném Here Come the Warm Jets (1974).